# Shearman & Sterling
Shearman & Sterling (Шерман и Стерлинг) - транснациональная юридическая фирма со штаб-квартирой в Нью-Йорке, США. Организована как единое интегрированное партнерство со штатом из около 850 юристов во многих коммерческих центрах мира. Юристы фирмы практикуют в США, Великобритании, Евросоюзе, Франции, Германии, Италии и Гонконге.
Основана в Нью-Йорке в 1873 году и входит в элиту американских юридических фирм, в так называемый «White shoe».

## История
Основана в 1873 году Томасом Шерманом и Джоном Уильямом Стерлингом. Молодая фирма представляла интересы финансиста Джея Гулда и промышленника Генри Форда, и имела деловые связи, вылившиеся в долгосрочные отношения с другими клиентами, такими как семья Рокфеллеров и компаниям-предшественниками банков Citigroup и Deutsche Bank.
После Второй мировой войны фирма осуществила международную экспансию под руководством Б. Райта, ранее партнёра юридической фирмы Cahill Gordon & Reindel, перешедшего с группой юристов в Shearman & Sterling. Первый офис фирмы за рубежом был открыт в 1963 году в Париже.
В послевоенной Германии фирма помогала немецким компаниям, таким как Siemens и BASF, реструктурировать свои долги и вернуться в качестве экспортеров на рынок США.
Фирма играла важную роль в создании государственных нефтяных и газовых компаний, в том числе алжирской государственной нефтегазовой компании Sonatrach.
В 1976 году фирма представлял интересы Ситибанка в ходе разногласий с Ираном, вызванными последовавшими за захватом американских заложников в Иране заморозкой США иранских активов в американских банках.
В 1992 году представляла правительство Мексики в переговорах по соглашению о вхождении в Североамериканскую зону свободной торговли (НАФТА).
В 1993 году юристы фирмы оказали помощь в размещении акций компании Daimler-Benz на Нью-Йоркской фондовой бирже - первое размещение акций немецкой компании в США. Также Shearman & Sterling сопровождали сделку Daimler-Benz по покупке в 1998 году американского автопроизводителя Chrysler и сделку по его продаже в 2007 году..
Фирма хорошо известна в Германии сопровождением сделок слияний и поглощений, занимает одно из первых мест на рынке юридических услуг в Великобритании.
В 1994 году фирма участвовала Pro bono в Международном трибунале по Руанде.
Последние десятилетия Shearman & Sterling активно действовала в Латинской Америке. В 1980-е годы юристы фирмы помогли реструктурировать долги многим латиноамериканским странам путём выпуска Облигации Брейди. Фирма сопровождала приватизацию многочисленных государственных предприятий. В 2004 году фирма открыла офис в Сан-Паулу (Бразилия), и с тех пор представляла многие бразильские компании в ряде важных сделок.
В Восточной Азии Shearman & Sterling стала действовать одной из первых, предвидя будущее стратегического значения Азиатско-Тихоокеанского региона, открыв отделение в Гонконге в 1978 году, а затем в Пекине, Сингапуре и Шанхае.

### Дела в которых фирма участвовала в последнее десятиление
Америка
В 2008 году фирма представляла интересы банка Merrill Lynch при его продаже банку Bank of America за 50 млрд долларов.
Европа
В 2004 году Shearman & Sterling сопровождала сделку испанской государственной компании в сфере недвижимости Fadesa по размещению на фондовых биржах бумаг на 455 млн долларов.
В 2007 году представляла интересы инвестиционного банка Голдман Сакс в сделке по IPO акций итальянской компании Prysmian.
Споровождала сделку продажи компанией ArcelorMittal активов английской компании Nucor на сумму в 605 млн долларов, также успешно представляла ArcelorMittal в ряде судебных процессов.
Латинская Америка
В 2006 году фирма представляла власти Панамы по вопросу предоставления финансирования на расширение Панамского канала.
В 2008 году сопровождала слияние бразильских банков Unibanco и Banco Itaú, в результате чего возник банк Itaú Unibanco с активами в 575 млн долларов, перед этим осуществляла IPO акций одного из банков через Морган-Чейз.
Также в 2008 году сопровождала слияние фондовых бирж Бразилии, в результате чего возникла крупнейшая фондовая биржа в Латинской Америке — BM&FBOVESPA с оборотом в 22 млрд долларов.
Азия
В 2009 году сопровождали сделку по покупке китайской компанией Sichuan Tengzhong у американского автопроизводителя General Motors бренда Hummer. Сумма сделки не уточнялась, но оценивалась экспертами в районе 150 млн долларов. Сделка не была закрыта — в 2010 году Министерство коммерции КНР запретило её проведение.
Также в 2009 году фирма сопровождала IPO акций китайского металлургического холдинга China Metallurgical Group Corporation на сумму 2,35 млрд долларов — крупнейшее размещение акций в Китае в том году.

## Известные юристы фирмы
- Мелоди Барнс (en:Melody Barnes) - советник президента США Барака Обамы по делам внутренней политики в 2009-2012 годах, в 1995-2003 годах была советником сенатора Эдварда Кеннеди; карьеру начинала в фирме.
- Филип Дауман (en:Philippe Dauman) - с 1994 года член совета директоров, а с 2006 года глава американского медиаконгломерата Viacom (в России контролирует каналы MTV и Paramount Comedy); в 1978-1993 годах работал в фирме.
- Лоуренс Бринкхорстс (en:Laurens Jan Brinkhorst) - нидерландский политик, министр (премьер-министр, министр экономики, министр иностранных дел), в 1994-1999 годах член Европарламента; в 1959-1962 годах работал офисе фирмы в Нью-Йорке.
- Кларк Рэнд (en:Clark T. Randt, Jr.) - посол США в Китае в 2001-2009 годах, перед этим глава Торговой палаты США в Гонконге; до этого 18 лет проработал в офисе фирмы Гонконге и отвечал за практику фирмы в Китае.
- Маркус Дейфелм (en:Markus U. Diethelm) - с 2014 года член совета директоров швейцарского финансового холдинга UBS; в 1989-1992 годах работал в фирме.
- Джозеф Дойль (en:Joseph A. Doyle) - в 1979-1981 годах в администрации президента США Картера был помощником секретаря Военно-морского министерства США; до этого в 1947-1959 годах работал в фирме.
- Джон Маккарти (John McCarthy) - австралийский политик, в 1981-2009 годах был послом Австралии в разных странах: Вьетнам, Мексика, Индия, Япония, США. Карьеру начинал в фирме, откуда и пришёл в МИД Австралии.
- Боб Вудроф (en:Bob Woodruff) - популярный американский тележурналист программы «Мировые новости» канала ABC. В основном работает как военный журналист, в частности, освещал войну в Ираке. В 1987-1989 годах работал в фирме по делам о банкротстве, но в 1989 году, будучи в Китае, был нанят CBS News для освещения событий на площади Тяньаньмэнь.